# Petr Widimský
Petr Widimský (* 29. března 1954 Praha) je český lékař, internista specializující se v oboru kardiologie, v letech 2001–2022 přednosta III. interní – kardiologické kliniky a vedoucí lékař Kardiocentra 3. LF UK a FNKV. Od roku 2018 je děkanem 3. lékařské fakulty Univerzity Karlovy Předtím působil jako proděkan pro vědu a výzkum. Mezi lety 2000–2003 byl prorektorem Univerzity Karlovy v Praze pro rozvoj. 
Ve funkčním období 2004-2008 byl členem výboru Evropské kardiologické společnosti (ESC) ve funkci viceprezidenta společnosti. V letech 2011–2015 působil jako předseda České kardiologické společnosti.
V roce 2011 obdržel hlavní Národní cenu projektu Česká hlava za intervenční léčbu akutního infarktu myokardu.

## Lékařská a akademická kariéra
V roce 1979 absolvoval Fakultu všeobecného lékařství Univerzity Karlovy v Praze. Následně získal první (1982) a druhou (1987) atestaci v oboru vnitřního lékařství a specializační atestaci z kardiologie (1992). Od počátku své lékařské praxe pracuje ve Fakultní nemocnici Královské Vinohrady.
V roce 1983 obhájil kandidátskou práci „Echokardiografie u ischemické choroby srdeční“ (CSc.) a roku 1995 pak doktorskou práci „Funkce a perfuze myokardu u ischemické choroby srdeční“ (DrSc.). Roku 1991 podstoupil habilitační řízení (docent) a v roce 1998 byl jmenován profesorem v oboru vnitřního lékařství (profesor).
V letech 1991–1993 pracoval ve dvou kardiocentrech v Nizozemí: nejprve v Thoraxcentru Erasmovy univerzity v Rotterdamu a poté v kardiocentru krajské nemocnice Zwolle. Zde absolvoval výcvik v intervenční kardiologii a podílel se na výzkumných projektech obou pracovišť.  V roce 1996 se stal vedoucím lékařem Kardiocentra a roku 2001 také přednostou nově založené Kardiologické kliniky FNKV a 3. LF UK, vzniklé vyčleněním z II. interní kliniky FNKV. V dubnu 2022 jej ve vedení vystřídal profesor Petr Toušek.
Počátkem roku 1990 byl zvolen do předsednictva Akademického senátu Univerzity Karlovy a Akademického senátu 3. LF UK. Od roku 2003 je členem Vědecké rady Univerzity Karlovy a Vědecké rady 3. LF UK. V letech 2005–2015 byl předsedou Akreditační komise Ministerstva zdravotnictví ČR pro obor kardiologie, pro období 2016–2020 byl zvolen předsedou Specializační oborové rady pro kardiologii.

## Vědecká kariéra
Výzkumně se zabývá ischemickou chorobou srdeční, akutními koronárními syndromy, intervenční kardiologií, kardiovaskulární farmakoterapií a též problematikou cévních mozkových příhod. Původní klinické studie byly publikovány pod akronymem „PRAGUE trials“. Zejména studie PRAGUE-1, PRAGUE-2, PRAGUE-4, PRAGUE-8, PRAGUE-12, PRAGUE-15, PRAGUE-17 a PRAGUE-18 získaly ohlas v zahraničí a první dvě studie změnily strategii léčby infarktu myokardu. V roce 2008 založil s podporou Evropské kardiologické společnosti mezinárodní projekt „Stent for Life“, který přispěl k rozšíření primární perkutánní koronární intervence (p-PCI) jako nejúčinnější léčby akutního srdečního infarktu v evropských zemích i státech mimo Evropu. Mezi lety 2008–2011 projekt vedl.
V roce 2016 stál při založení Council on Stroke při ESC, jakožto multidisciplinárního orgánu pro spolupráci, vzdělávání a výzkum cévní mozkové příhody.
Od roku 2015 figuroval každoročně, jako jediný český klinický lékař a jeden z osmi českých vědců, v seznamu nejcitovanějších vědců světa Citační ohlas jeho prací činí podle SCI 43 248 a jeho Hirschův Index = 68. K září 2021 v databázi Web of Science bylo registrováno 525 publikací, u nichž byl autorem či spoluautorem.
Je též[kdy?] autorem či spoluautorem 20 monografií (z toho 5 monografií vyšlo v zahraničí).
Stal se členem redakčních rad několika mezinárodních odborných časopisů (např. European Heart Journal) a čestným členem zahraničních odborných společností.

## Soukromý život
V roce 1974 se spolužáky založil oddíl softballu a baseballu při VŠTJ Medicina Praha a v jeho čele stál dalších sedmnáct let do odjezdu do Nizozemí v roce 1991.
Je ženatý, má pět dětí a čtyři vnoučata. Jeho otec prof. MUDr. Jiří Widimský, DrSc. (1925–2020) byl kardiolog a bratr prof. MUDr. Jiří Widimský, CSc., ml. je též internista a kardiolog.

## Výběr ocenění a členství
- 1984 – vítěz mezinárodní soutěže mladých kardiologů
- 1988 – jako jeden z prvních evropských kardiologů (diplom č. 29) získal čestný titul „Founding Fellow of the European Society of Cardiology“ (Founding F.E.S.C.).
- 2003 – Zlatá pamětní medaile Univerzity Karlovy
- 2008 – Stříbrná pamětní medailí Evropské kardiologické společnosti
- 2011 – Národní cena projektu Česká hlava za intervenční léčbu akutního infarktu myokardu
- 2014 – Zlatá medaile Evropské kardiologické společnosti za celosvětovou modernizaci léčby infarktu myokardu, především primární PCI, organizaci studií PRAGUE a založení a organizaci evropské aktivity „Stent for life“
- 2015 – ocenění Mensy ČR „za významný přínos inteligenci národa, propagaci duševní kultury a šíření dobrého jména ČR ve světě“
- 2016 – Cena Bedřicha Hrozného za rozvoj spolupráce mezi lékařskými obory při výzkumu nových léčebných postupů u závažných forem vysokého krevního tlaku. [6]
- 2018 – Člen Učené společnosti ČR[7]